# Naturschutzgebiet Aschensiepen
Das Naturschutzgebiet Aschensiepen mit einer Größe von 13,71 ha liegt im Arnsberger Wald westlich von Föckinghausen im Gemeindegebiet von Bestwig. Das Gebiet wurde 2008 mit dem Landschaftsplan Bestwig durch den Hochsauerlandkreis als Naturschutzgebiet (NSG) ausgewiesen. Nur etwa 700 Meter nördlich liegt das Naturschutzgebiet Eidmecketalsystem. Die Eidmecke fließt nach Osten, während der Bach des Aschensiepens nach Südwesten geht. In Karten des Landesvermessungsamtes Nordrhein-Westfalen wird der Siepen auch als Aschersiepen bezeichnet.

## Gebietsbeschreibung
Beim NSG handelt es sich um das Aschensiepen mit Bach, Nebensiepen und Bruchwaldgebieten. Neben dem Aschensiepen befinden sich fünf weitere Siepen im NSG. Beim Bruchwald handelt es sich teilweise um torfmoosreichen Bruchwald mit Roterlen und Birken. Im NSG kommen seltene Tier- und Pflanzenarten vor. Das NSG ist von Rotfichtenwäldern umgeben.

## Schutzzweck
Das NSG soll das Aschensiepen mit Bruchwald und Bach samt Arteninventar schützen.
Wie bei allen Naturschutzgebieten in Deutschland wurde in der Schutzausweisung darauf hingewiesen, dass das Gebiet „wegen der Seltenheit, besonderen Eigenart und Schönheit des Gebietes“ zum Naturschutzgebiet wurde.